# Olly Lee
Oliver Robert Lee, plus communément appelé Olly Lee, né le 11 juillet 1991 à Hornchurch au Royaume-Uni, est un ancien footballeur anglais et un entraîneur anglais qui évoluait au poste de milieu de terrain. Il est actuellement l'entraîneur de l'équipe des moins de 18 ans à Ipswich Town.
Lee commence sa carrière en tant que jeune joueur à West Ham United, avec qui il est devenu professionnel en 2009. Il fait ses débuts en Football League lors du premier de ses deux prêts à Dagenham & Redbridge en 2011, et a également évolué en prêt à Gillingham, club de League Two, en 2012. Il n'a jamais joué en équipe première avec West Ham et a rejoint Barnet en juillet 2012. Après neuf mois et treize apparitions, il a signé pour le club de Championship du Birmingham City sous la forme d'un prêt. Bien qu'il n'ait pas joué en équipe première à Birmingham, le prêt a été converti en transfert permanent en mai 2013. Il a joué 20 matches lors de la saison 2013-2014, mais aucun la saison suivante, et après un prêt à Plymouth Argyle en League Two, en 2015, il fut libéré par le club. En août 2015, Lee signe un contrat à court terme avec Luton Town, un autre club de League Two, avec lequel il évolue finallement jusqu'à la fin de la saison 2017-2018. En 2018, il est transféré au club écossais du Heart of Midlothian, avec lequel il est finaliste de la Coupe de la Ligue écossaise en 2020. Après être retourné en 2019 à Gillingham en prêt, il revient dans ce club en 2021 où il y termine sa carrière de footballeur en 2023.

## Biographie

### Carrière en club

#### West Ham United
Lee commence sa carrière de footballeur dans les équipes de jeunes de West Ham United, pour laquelle il signe un contrat professionnel en 2009.

#### Premier prêt à Dagenham & Redbridge
Il est capitaine de l'équipe des moins de 18 ans, évolue en équipe réserve et est également remplaçant, mais n'entre pas au jeu lors d'un match de Coupe de la Ligue pour West Ham avant d'être prêté à Dagenham & Redbridge, club de League One, en mars 2011. Il fait ses débuts pour les Daggers lors de la défaite 2-1 à l'extérieur face à Exeter City le 2 avril suivant. Son prêt est par la suite prolongé jusqu'à la fin de la saison, au cours de cette période, il prend part à cinq matches de championnat, durant lesquels son équipes est à chaque fois défait, le club ne parvenant pas à éviter la relégation en League Two.

#### Second prêt à Dagenham & Redbridge
Le 5 août 2011, il retourne à Dagenham & Redbridge une nouvelle fois sous la forme d'un prêt d'un mois, afin de pallier les blessures. Son prêt est par la suite prolongé de deux mois supplémentaires. Il compte seize apparitions en League Two et une en Football League Trophy, et inscrit trois buts, tous en championnat. Il inscrit son premier but en professionnel, à la 73e minute lors d'une défaite 2-1 à domicile face à Morecambe le 17 septembre, sur coup franc.

#### Premier prêt à Gillingham
Après un essai de deux semaines en février 2012, Lee rejoint le club de League Two de Gillingham en prêt pour un mois. Il fait ses débuts le 21 février suivant, lors d'un match nul et vierge à domicile contre Rotherham United. Il joue huit matchs au total au cours de son prêt, qui fut prolongé d'un deuxième mois,.
Lee est libéré par West Ham à l'expiration de son contrat à la fin de la saison 2011-2012.

#### Barnet FC
Olly Lee s'engage librement avec le Barnet FC, club de League Two, le 3 juillet 2012. Il joue régulièrement en début de saison, mais de moins en moins après l'arrivée d'Edgar Davids en tant qu'entraîneur adjoint, et plus du tout après le départ de Mark Robson (en).

#### Prêt à Birmingham City
Lee rejoint le club de Championship du Birmingham City à l'essai en février 2013, et signe en prêt le 21 mars suivant. Il ne joue aucune rencontre au cours de son prêt, mais il est remplaçant sans toutefois rentrer au jeu lors de la dernière journée de la saison, et est capitaine de l'équipe des moins de 21 ans.

#### Transfert définitif à Birmingham City
Il signe un contrat permanent d'un an avec Birmingham City le 8 mai 2013, avec une année supplémentaire en option.
Il prend part aux matchs amicaux de pré-saison avec l'équipe première, et fait ses débuts en compétition en tant que remplaçant en Coupe de la Ligue le 6 août suivant, en entrant au jeu en fin de match, quelques seconde avant l'égalisation de Plymouth Argyle emmenant la partie en prolongation. Tom Adeyemi étant indisponible et Callum Reilly inapte à débuter, tous deux pour cause de maladie, il fait sa première apparition en championnat face à Leeds United le 20 octobre et joue l'intégralité des 90 minutes lors de la défaite 4-0 de son équipe. Lee et Peter Løvenkrands sont entrés en jeu lors du match de quatrième tour de la Coupe de la Ligue face à Stoke City à la 79e minute de jeu, alors que Birmingham City était mené 3-1. Son coup franc à la 85e minute de la rencontre permet à Løvenkrands de réduire le score, et après l'égalisation de ce dernier, Lee inscrit son premier but en compétition pour Birmingham City, depuis l'extérieur de la surface de réparation à la 118e minute pour ramener le score à 4-4, et transforme également  son penalty lors de la séance de tirs au but, que Birmingham perd. Il inscrit son premier but en championnat pour Birmingham City, d'une reprise de volée après que Nikola Žigić lui remet le ballon de la tête, le 15 février 2014, lors d'une défaite 2-1 à domicile contre Huddersfield Town, et termine la saison avec 20 apparitions toutes compétitions confondues, dont 16 matchs de championnat.

#### Prêt à Plymouth Argyle
Ne disputant aucune rencontre avec l'équipe première lors de la saison 2014-2015, il rejoint le club de League Two du Plymouth Argyle le 16 janvier 2015, sous la forme d'un prêt d'un mois. Il intègre directement le onze de départ le lendemain et a failli marquer le but de l'égalisation sur un coup franc à l'occasion de son premier match sous ses nouvelles couleurs, durant la défaite de Plymouth à domicile 1-0 contre Luton Town. Il joue sept matches au cours du mois, inscrit un but, sur une tête dans le temps additionnel alors qu'Argyle était déjà mené 3-1 à Hartlepool United, et est expulsé lors du dernier de ses sept matchs pour une faute sur Tom Nichols, lors de la victoire de sa formation sur le score de 3-1 face à Exeter City. Malgré la suspension de trois matchs qui en résulte, son prêt est prolongé jusqu'à la fin de la saison. Il dispute huit rencontres supplémentaires pour Argyle, mais fut contraint de manquer la fin de la saison régulière, alors qu'Argyle s'est qualifié pour les play-offs, en raison d'une blessure à l'aine.
Il est libéré par le club à l'expiration de son contrat à la fin de la saison.

#### Luton Town
Le 21 août 2015, il signe un contrat de courte durée avec Luton Town, club de League Two, comprenant des options basées sur les performances, afin de prolonger ce dernier. Le 22 septembre 2015, il prolonge son contrat jusqu'en juin 2017. Il aide Luton à être promu en League One à l'issue de la saison 2017-2018. Le 18 novembre 2017, il marque un but depuis sa propre moitié de terrain lors d'une victoire 7-0 face à Cambridge United ; la frappe de 65 mètres est élue but de la saison lors des EFL Awards en 2018.

#### Heart of Midlothian
Olly Lee signe un pré-contrat avec le club de Premiership écossaise des Hearts of Midlothian en mai 2018, mais rejoint le club pour une durée de trois ans à la fin de son contrat avec Luton. Il inscrit un but à la 11e minute lors de ses débuts à l'occasion d'une victoire 2-1 à l'extérieur contre Cove Rangers en Coupe de la Ligue écossaise le 18 juillet 2018.

#### Second prêt à Gillingham
Le 29 août 2019, Lee rejoint Gillingham, désormais en League One, sous forme de prêt jusqu'au 27 janvier 2020. Le prêt est par la suite prolongé jusqu'à la fin de la saison le 9 janvier 2020.
Lee retourne aux Hearts le 3 mai 2020, et joue régulièrement pour le club pendant la première partie de la saison 2020-2021. Lee marque durant la séance de tirs au but à l'occasion de la défaite des Hearts face au  Celtic, lors de la finale de la Coupe d'Écosse 2020 le 20 décembre 2020.

#### Troisième prêt à Gillingham
Il rejoint Gillingham pour un troisième prêt le 15 janvier 2021.
Il remporte le championnat d'Écosse de deuxième division à l'issue de la saison  2020-2021 avec les Hearts.

#### Fin de carrière à Gillingham
Le 2 juin 2021, Lee retourne à Gillingham de manière définitive.
Olly Lee annonce sa retraite le 22 février 2023 en raison de difficultés liées à des rhumatismes psoriasiques et au syndrome de Raynaud.

### Carrière d'entraîneur
Olly Lee est nommé entraîneur de l'équipe des moins de 18 ans d'Ipswich Town après avoir pris sa retraite le 8 janvier 2024.

## Vie privée
Olly Lee est le fils de l'ancien milieu de terrain de Newcastle United et de l'équipe d'Angleterre Rob Lee. Son frère cadet, Elliot Lee (en), est également  footballeur professionnel.

## Palmarès
Lutton Town
- League two
  - Vice-champion en 2017-2018.

Heart of Midlothian
- Coupe d'Écosse
  - Finaliste en 2019 et en 2020.
- Scottish Championship
  - Vainqueur en 2020-2021.